# ABCC3

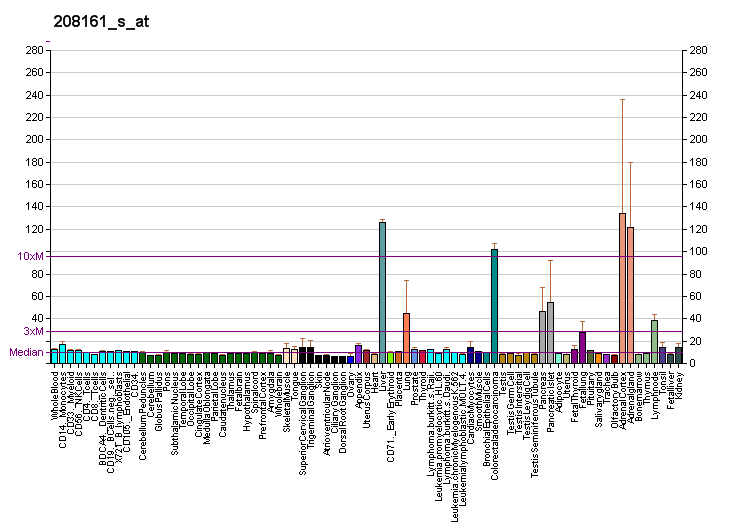
Patrón de expresión genética del gen ABCC3.

El transportador de aniones orgánico multiespecífico canalicular 2 es una proteína que en los humanos está codificada por el gen ABCC3. Es un miembro de la superfamilia de transportadores ABC y su función específica no se ha determinado.

## Función
La proteína ABCC3 es un miembro de la superfamilia de los transportadores dependientes de ATP (ABC). Las proteínas ABC transportan diversas moléculas a través de membranas intra y extracelulares. ABCC3 es un miembro de la subfamilia MRP, que está implicada en la farmacorresistencia. No se ha determinado aún la función específica de esta proteína, pero se piensa que puede participar en el transporte y excreción intestinal de bilis y aniones orgánicos.
Se han descrito diferentes formas de ABCC3 resultantes de empalmes alternativos, algunas sin caracterizar completemente.
La producción de ABCC3 se induce como una respuesta hepatoprotectiva ante una variedad de condiciones patológicas para el hígado. El receptor constitutivo de androstano, el receptor X de pregnano y el Factor nuclear eritroide 2 (Nrf2) están implicados en la mediación de la inducción. Un elemento de respuesta antioxidante en el octavo intrón del gen humano ABCC2 parece ser el responsable de la inducción mediada por Nrf2 en respuesta a estrés oxidativo.

## Otras lecturas
- Kool M, de Haas M, Scheffer GL, Scheper RJ, van Eijk MJ, Juijn JA, Baas F, Borst P (1997). «Analysis of expression of cMOAT (MRP2), MRP3, MRP4, and MRP5, homologues of the multidrug resistance-associated protein gene (MRP1), in human cancer cell lines.». Cancer Res. 57 (16): 3537-47. PMID 9270026.
- Kiuchi Y, Suzuki H, Hirohashi T, Tyson CA, Sugiyama Y (1998). «cDNA cloning and inducible expression of human multidrug resistance associated protein 3 (MRP3).». FEBS Lett. 433 (1–2): 149-52. PMID 9738950. doi:10.1016/S0014-5793(98)00899-0.
- Uchiumi T, Hinoshita E, Haga S, Nakamura T, Tanaka T, Toh S, Furukawa M, Kawabe T, Wada M, Kagotani K, Okumura K, Kohno K, Akiyama S, Kuwano M (1998). «Isolation of a novel human canalicular multispecific organic anion transporter, cMOAT2/MRP3, and its expression in cisplatin-resistant cancer cells with decreased ATP-dependent drug transport». Biochem. Biophys. Res. Commun. 252 (1): 103-10. PMID 9813153. doi:10.1006/bbrc.1998.9546.
- Fromm MF, Leake B, Roden DM, Wilkinson GR, Kim RB (1999). «Human MRP3 transporter: identification of the 5'-flanking region, genomic organization and alternative splice variants». Biochim. Biophys. Acta 1415 (2): 369-74. PMID 9889399. doi:10.1016/S0005-2736(98)00233-8.
- König J, Rost D, Cui Y, Keppler D (1999). «Characterization of the human multidrug resistance protein isoform MRP3 localized to the basolateral hepatocyte membrane». Hepatology 29 (4): 1156-63. PMID 10094960. doi:10.1002/hep.510290404.
- Cole SP (1999). «Re: Characterization of MOAT-C and MOAT-D, new members of the MRP/cMOAT subfamily of transporter proteins». J. Natl. Cancer Inst. 91 (10): 888-9. PMID 10340910. doi:10.1093/jnci/91.10.888.
- Kool M, van der Linden M, de Haas M, Scheffer GL, de Vree JM, Smith AJ, Jansen G, Peters GJ, Ponne N, Scheper RJ, Elferink RP, Baas F, Borst P (1999). «MRP3, an organic anion transporter able to transport anti-cancer drugs». Proc. Natl. Acad. Sci. U.S.A. 96 (12): 6914-9. PMC 22016. PMID 10359813. doi:10.1073/pnas.96.12.6914.
- Ortiz DF, Li S, Iyer R, Zhang X, Novikoff P, Arias IM (1999). «MRP3, a new ATP-binding cassette protein localized to the canalicular domain of the hepatocyte». Am. J. Physiol. 276 (6 Pt 1): G1493-500. PMID 10362653. doi:10.1152/ajpgi.1999.276.6.G1493.
- Takada T, Suzuki H, Sugiyama Y (2000). «Characterization of 5'-flanking region of human MRP3». Biochem. Biophys. Res. Commun. 270 (3): 728-32. PMID 10772892. doi:10.1006/bbrc.2000.2507.
- Nies AT, König J, Pfannschmidt M, Klar E, Hofmann WJ, Keppler D (2002). «Expression of the multidrug resistance proteins MRP2 and MRP3 in human hepatocellular carcinoma». Int. J. Cancer 94 (4): 492-9. PMID 11745434. doi:10.1002/ijc.1498.
- Tatebe S, Sinicrope FA, Kuo MT (2002). «Induction of multidrug resistance proteins MRP1 and MRP3 and gamma-glutamylcysteine synthetase gene expression by nonsteroidal anti-inflammatory drugs in human colon cancer cells». Biochem. Biophys. Res. Commun. 290 (5): 1427-33. PMID 11820781. doi:10.1006/bbrc.2002.6367.
- Scheffer GL, Kool M, de Haas M, de Vree JM, Pijnenborg AC, Bosman DK, Elferink RP, van der Valk P, Borst P, Scheper RJ (2002). «Tissue distribution and induction of human multidrug resistant protein 3». Lab. Invest. 82 (2): 193-201. PMID 11850532. doi:10.1038/labinvest.3780411.
- Zelcer N, Saeki T, Bot I, Kuil A, Borst P (2003). «Transport of bile acids in multidrug-resistance-protein 3-overexpressing cells co-transfected with the ileal Na+-dependent bile-acid transporter». Biochem. J. 369 (Pt 1): 23-30. PMC 1223054. PMID 12220224. doi:10.1042/BJ20021081.
- Hooijberg JH, Peters GJ, Assaraf YG, Kathmann I, Priest DG, Bunni MA, Veerman AJ, Scheffer GL, Kaspers GJ, Jansen G (2003). «The role of multidrug resistance proteins MRP1, MRP2 and MRP3 in cellular folate homeostasis». Biochem. Pharmacol. 65 (5): 765-71. PMID 12628490. doi:10.1016/S0006-2952(02)01615-5.
- Bodo A, Bakos E, Szeri F, Varadi A, Sarkadi B (2003). «Differential modulation of the human liver conjugate transporters MRP2 and MRP3 by bile acids and organic anions». J. Biol. Chem. 278 (26): 23529-37. PMID 12704183. doi:10.1074/jbc.M303515200.
- Hillman RT, Green RE, Brenner SE (2005). «An unappreciated role for RNA surveillance». Genome Biol. 5 (2): R8. PMC 395752. PMID 14759258. doi:10.1186/gb-2004-5-2-r8.
- Lang T, Hitzl M, Burk O, Mornhinweg E, Keil A, Kerb R, Klein K, Zanger UM, Eichelbaum M, Fromm MF (2004). «Genetic polymorphisms in the multidrug resistance-associated protein 3 (ABCC3, MRP3) gene and relationship to its mRNA and protein expression in human liver». Pharmacogenetics 14 (3): 155-64. PMID 15167703. doi:10.1097/00008571-200403000-00003.